# Contea di Huaning
La contea di Huaning (华宁县S, Huáníng XiànP) è una contea della Cina, situata nella provincia di Yunnan e amministrata dalla prefettura di Yuxi.